# Alþingishúsið
Alþingishúsið (« la maison du Parlement ») est le bâtiment de Reykjavik qui abrite l'Althing, le parlement d'Islande, à côté de l'Austurvöllur, l'une des principales places de la capitale.

## Fonction
Le bâtiment abrite l'Althing, le parlement de l'Islande.

## Histoire
Le bâtiment est construit entre 1880 et 1881, à partir de diabase venant exclusivement d'Islande, et son architecte est le danois Ferdinand Meldahl.